# Oreneta pitgrisa
L'oreneta pitgrisa (Progne chalybea) és una espècie d'ocell de la família dels hirundínids (Hirundinidae). Es troba a Amèrica Central i Amèrica del Sud, des deMèxic fins a l'Argentina. El seu hàbitat natural principal són els boscos tropicals i subtropicals de frondoses humits de les terres baixes, els manglars, la sabana seca els herbassars secs tropicals i subtropicals, els cursos d'aigua i les zones humides, les terres llaurades, les terres de pastura, les àrees forestals fortament degradades i les àrees urbanes. El seu estat de conservació es considera de risc mínim.